# Zlatý míč 1993
Zlatý míč, cenu pro nejlepšího fotbalistu Evropy dle mezinárodního panelu sportovních novinářů, v roce 1993 získal italský fotbalista Roberto Baggio z Juventusu Turín. Šlo o 38. ročník ankety, organizoval ho časopis France Football a výsledky určili sportovní publicisté z 30 zemí Evropy.

## Pořadí
| Pořadí | Jméno              | Klub                                 | Země       | Body |
| ------ | ------------------ | ------------------------------------ | ---------- | ---- |
| 1      | Roberto Baggio     | Juventus                             | Itálie     | 142  |
| 2      | Dennis Bergkamp    | AFC Ajax Inter Milán                 | Nizozemsko | 83   |
| 3      | Eric Cantona       | Manchester United                    | Francie    | 34   |
| 4      | Alen Bokšić        | Olympique Marseille                  | Chorvatsko | 29   |
| 5      | Michael Laudrup    | Barcelona                            | Dánsko     | 27   |
| 6      | Franco Baresi      | AC Milán                             | Itálie     | 24   |
| 7      | Paolo Maldini      | AC Milán                             | Itálie     | 19   |
| 8      | Emil Kostadinov    | FC Porto                             | Bulharsko  | 11   |
| 9      | Stéphane Chapuisat | Borussia Dortmund                    | Švýcarsko  | 9    |
| 9      | Ryan Giggs         | Manchester United                    | Wales      | 9    |
| 11     | Andreas Möller     | Juventus                             | Německo    | 7    |
| 12     | Ruud Gullit        | AC Milán Sampdoria                   | Nizozemsko | 6    |
| 12     | Peter Schmeichel   | Manchester United                    | Dánsko     | 6    |
| 12     | Christo Stoičkov   | Barcelona                            | Bulharsko  | 6    |
| 15     | Basile Boli        | Olympique Marseille                  | Francie    | 5    |
| 15     | Rune Bratseth      | Werder Brémy                         | Norsko     | 5    |
| 17     | Enzo Scifo         | FC Turín Monako                      | Belgie     | 4    |
| 18     | Andreas Herzog     | Werder Brémy                         | Rakousko   | 3    |
| 18     | Ronald Koeman      | Barcelona                            | Nizozemsko | 3    |
| 18     | Jari Litmanen      | AFC Ajax                             | Finsko     | 3    |
| 21     | Dino Baggio        | Juventus                             | Itálie     | 2    |
| 21     | Sergej Kirjakov    | Karlsruher SC                        | Rusko      | 2    |
| 21     | David Platt        | Juventus Sampdoria                   | Anglie     | 2    |
| 21     | Franck Sauzée      | Olympique Marseille Atalanta Bergamo | Francie    | 2    |
| 21     | Giuseppe Signori   | Lazio Řím                            | Itálie     | 2    |
| 26     | Tomas Brolin       | Parma                                | Švédsko    | 1    |
| 26     | Martin Dahlin      | Mönchengladbach                      | Švédsko    | 1    |
| 26     | Georges Grün       | Parma                                | Belgie     | 1    |
| 26     | Stelios Manolas    | AEK Atény                            | Řecko      | 1    |
| 26     | Paul McGrath       | Aston Villa                          | Irsko      | 1    |